# Острови Фенікс
3°40′00″ пд. ш. 172°20′00″ зх. д. / 3.66666667° пд. ш. 172.33333333° зх. д.
Острови Фенікс (англ. Phoenix Islands) — архіпелаг у Тихому океані, який складається з 8 атолів і 2 підводних рифів. 
Належать Республіці Кірибаті та розташовані в центральній частині держави. На захід від архіпелагу лежать острови Гілберта, на схід — острови Лайн (Центральні Полінезійські Споради). До надання незалежності Кірибаті 12 липня 1979 острови Фенікс належали Великій Британії. Всі острови архіпелагу, крім острова Кантон, на якому живе 41 осіб (2005), незаселені.  
Рання історія островів не вивчена. Відомо тільки те, що острів Манро (Сідні) був до європейців заселений полінезійцями (про це свідчать археологічні знахідки на острові). 
У XIX столітті острови Фенікс були відкриті європейськими та американськими суднами. Надалі вони стали об'єктом інтересів для компаній, що займалися видобутком гуано на островах Тихого океану (відомо про існування копалень Ендербері, Мак-Кін, Фенікс, Сідней, а також Бейкер та Гауленд, якщо відносити цю групу до островів Фенікс), що завдало значної шкоди флорі і фауні островів. 
Рослинність островів схожа з рослинністю сусідніх островів Гілберта і Лайн: кокосові пальми (на деяких були плантації), мессершмідії та інші трав'янисті рослини. З ссавців на острові живуть тільки полінезійські пацюки, завезені сюди людиною. Острови Бірн, Мак-Кін і Равак (Фенікс) є морськими заповідниками. Прибережні води багаті рибою.
Острови Фенікс з 28 січня 2008 є найбільшим у світі морським заповідником (площа становить 410 500 км ²). У 2010 році його територія була оголошена Всесвітньою спадщиною ЮНЕСКО.